# Bixquert (nom de famille)
Cet article possède un paronyme, voir Bixquert.

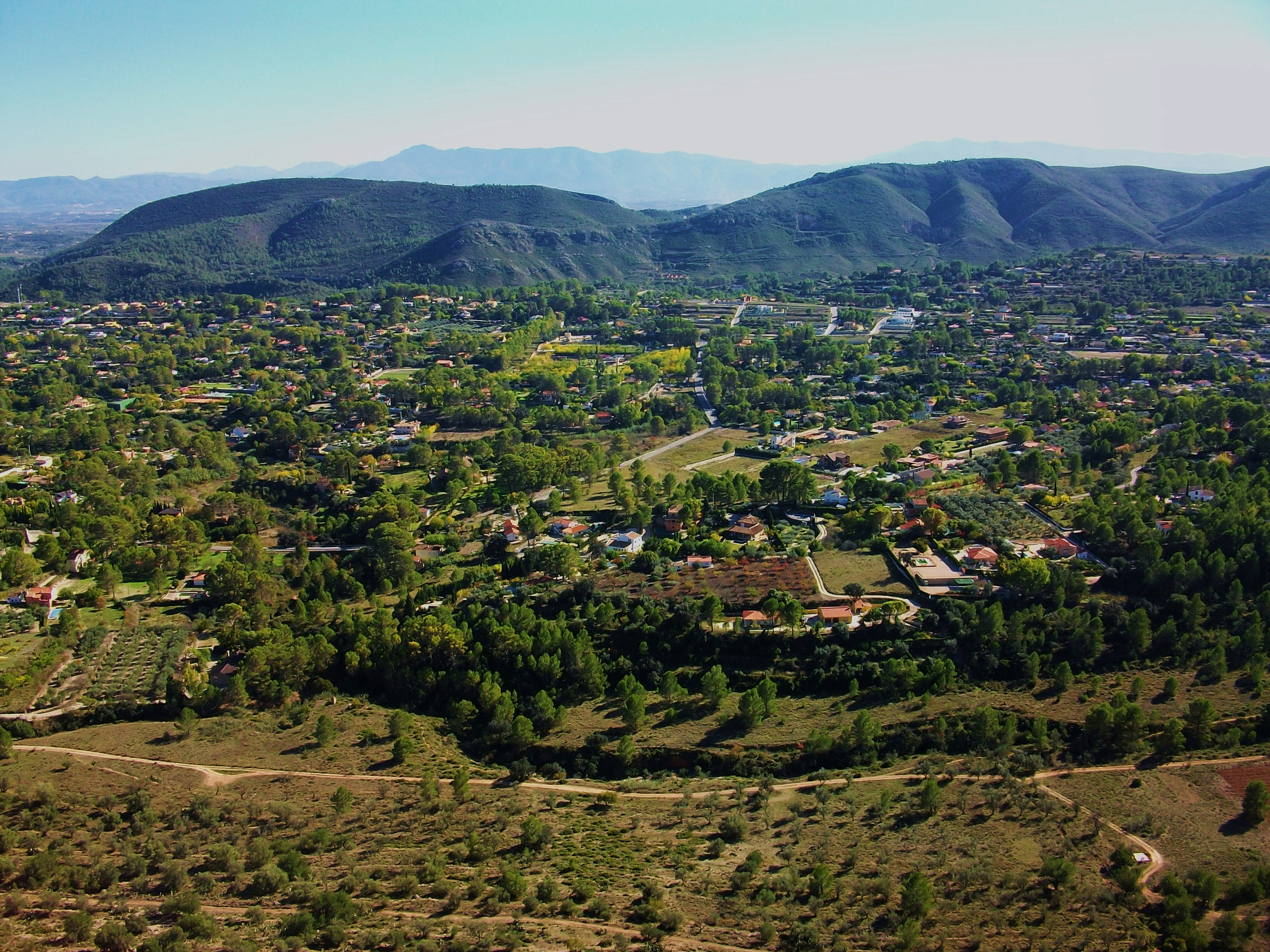
Bixquert.

Bixquert (écrit indifféremment Bisquert, Vixquert, Visquert ou Bisquertt) est un nom de famille espagnol qui tire son nom de la Vallée de Bixquert se situant à Xàtiva (Communauté valencienne). Le terme Bixquert vient de l'ibère bizkar qui signifie « colline, cime ».

## Patronyme
Les différentes orthographies du patronyme Bixquert, sont dues au fait qu'elles ont toutes les cinq la même prononciation. En effet, le v se prononce b en espagnol, quant au x il semble n'être qu'une graphie tardive. Tous les porteurs de ce patronyme descendent de personnes ayant vécu dans la Vallée de Bixquert.

## Familles
- Les Vixquert de Xàbia faisaient partie avec les Xolvi, les Roxas, les Segarra, les Torró, les Aragó etc., des familles les plus importantes de la ville de Xàbia et étaient apparentés avec plusieurs familles de chevaliers[2]. C'était une des familles les plus anciennes de la ville, en effet, ils descendent sans doute de Berthomeu ou de Miquel Bisquert, installés à Xàbia au XIVe siècle après que celle-ci a été désertée par les musulmans.
- Les Bisquert de Gebalcobra étaient, au XVe siècle, une puissante famille musulmane du royaume de Valence dont certains représentants ont exercé la profession de marchand. On les appelait également les Bisquert de La Taverna car Gebalcobra (de l'ar. al-Yibal al-Kubra) était le nom arabe de Tavernes de la Valldigna, lieux où ils résidaient[3].

## Personnages

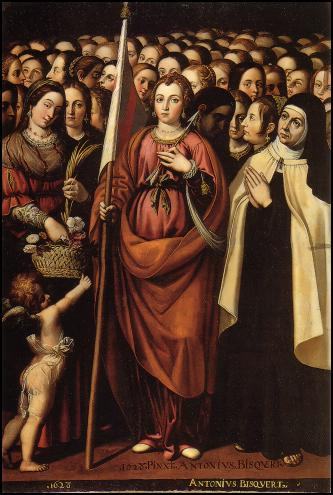
Retable de la cathédrale de Teruel réalisé par Antonio Bisquert (1628). Il représente sainte Ursule, sainte Rosalie, sainte Thérèse d'Avila et les 11000 vierges.

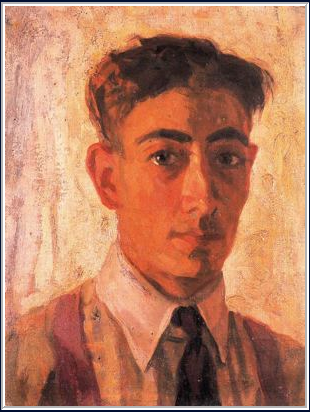
Autoportrait du peintre Antonio Bisquert (1906–1990).

- Abdalà Bixquert était un musulman valencien du XVe siècle (1461) résidant à Tavernes de la Valldigna[4]. Il a été démis de ses fonctions d'Alamín de la Valldigna en 1479 (l' alamín est le représentant de la communauté musulmane devant l'autorité chrétienne (ici)[5]). Il faisait partie des Bisquert de Gebalcobra[6].
- Miquel et Berthomeu Bisquert firent partie en 1381 des gens qui repeuplèrent la ville de Xàbia après le départ des musulmans du Royaume de Valence. Il semblerait qu'ils soient les premiers Bixquert chrétiens connus à ce jour[7].
- Joan Bixquert était un mercenaire valencien du Moyen Âge vivant à Xàbia (València), il reçut une certaine somme d'argent pour avoir décapité trois corsaires arabes[8].
- Juan Vixquert, selon Viciana, épousa au XVe siècle une des filles de Francisco Vives, seigneur de Vergel.
- Joannes Bisquert, notaire de Gavarda, reçoit après l'expulsion des Morisques d'Espagne une maison et des terres à Alberique d'un montant de 1202,15 livres[9].
- Antonio Bisquert (Valence 1596 - Teruel 1646) était un peintre et disciple de Francisco Ribalta (1565-1628). Il devint actif à Teruel à partir de 1620. En 1628, il termina un retable de sainte Ursule et une Pietà. Une autre Pietà lui est attribuée, celle-ci conservée au Musée du Prado et qui passait pour être une œuvre de Ribalta[2].
- Sebastián Vixquert ou Bisquert (dit le bienheureux) était un religieux valencien mentionné dans un livre publié en 1599. L'ouvrage relate que le jour de sa mort, les religieux du couvent de Llutxent virent une procession de lumières célestes dans lesquelles apparut le religieux[10].
- Joan Bas i Vixquert, natif de Xàbia, fut fait chevalier le 31 mai 1640[11].
- Marcos Miró Bixquert Alberola y Soler fut, à partir de 1655, Greffier du Tribunal du Saint-Office de l'Inquisition[12].
- Andrés Miró Bixquert Oliver y Ferrer natif de Pego (Alicante) fut Commissaire du Saint-Office de l'Inquisition en 1644[12].
- Joseph Bisquert possédait en 1766 quelques alquerías, des terres et des propriétés à Xàbia[13].
- Don Antonio Bisquert, capitaine espagnol du bateau America, a été mis en cause en 1864 dans une affaire d'esclavage après que l'on ai découvert dans sa cale des instruments utilisés pour la traite des esclaves[14].
- José Tiburcio Bisquert de La Barrera (Rengo 1835 - Santiago du Chili 1895), était un homme politique et avocat chilien fils de don José Luis Bisquert de la Reina et de doña María Inés de la Barrera.
- Antonio Bisquert (1906 – 1990) était un peintre valencien du XXe siècle.
- Antonio Soto Bisquert fut maire de Valence en 1976.

## Héraldique
- Les Vixquert de Xàbia (ou Bisquert) : D'azur à l'arbre terrassé au naturel[15] ou d'azur à l'arbre d'argent. Certains émettent l'hypothèse que les Vixquert dits de Xàbia ont choisi de placer un arbre sur leur blason en référence à l'arbre qui figure sur celui de Biscaye. En effet, ils auraient pu croire à tort être originaires de cette province seulement en raison de la ressemblance phonétique entre le patronyme et le lieu, pensant ainsi créer des armes parlantes[16].
- Les Visquert : D'or à l'arbre de sinople au loup de sable passant[17].
- Les Bisquert : D'or à la bande de sinople à deux têtes de serpent du premier[17].

Blason du chevalier Joan Bas i Vixquert, de Xàbia, adopté ensuite par toute sa lignée.
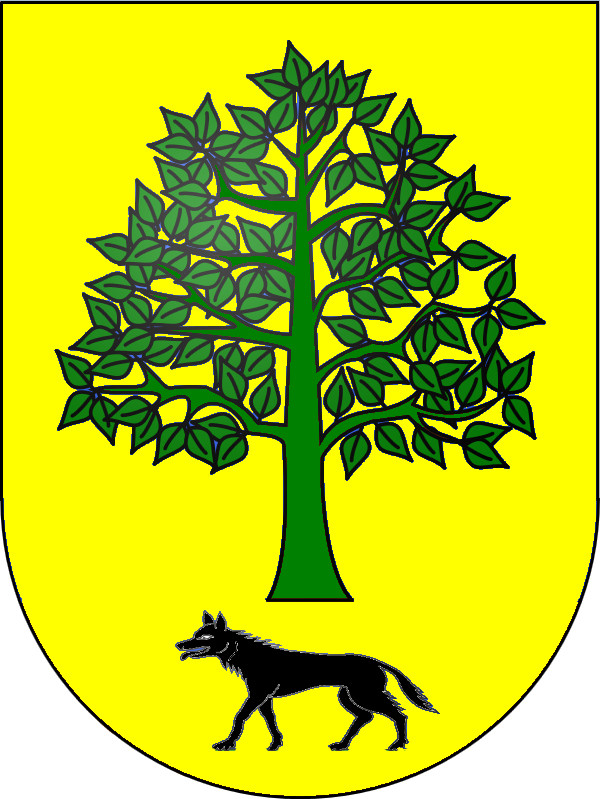
Blason des Visquert.
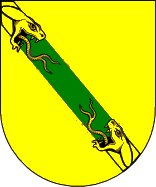
Blason des Bisquert.